# Cebysa leucotelus
Cebysa leucotelus (tên tiếng Anh: Australian Bagmoth) là một loài bướm đêm thuộc họ Psychidae. Nó được tìm thấy ở New Zealand và miền nam half của Úc (Tasmania, Victoria và Tây Úc).
Con bướm cái trưởng thành có cánh màu đen với đầu cánh và đốm màu vàng, nhưng chúng không mở rộng đúng cách, vì vậy nó không thể bay được. Con bướm đực có một hình thức và màu sắc tương tự, nhưng không có màu ánh kim. Đôi cánh của con đực phát triển đầy đủ và con đực trưởng thành có thể bay bình thường.
Ấu trùng ăn lichen.

## Hình ảnh

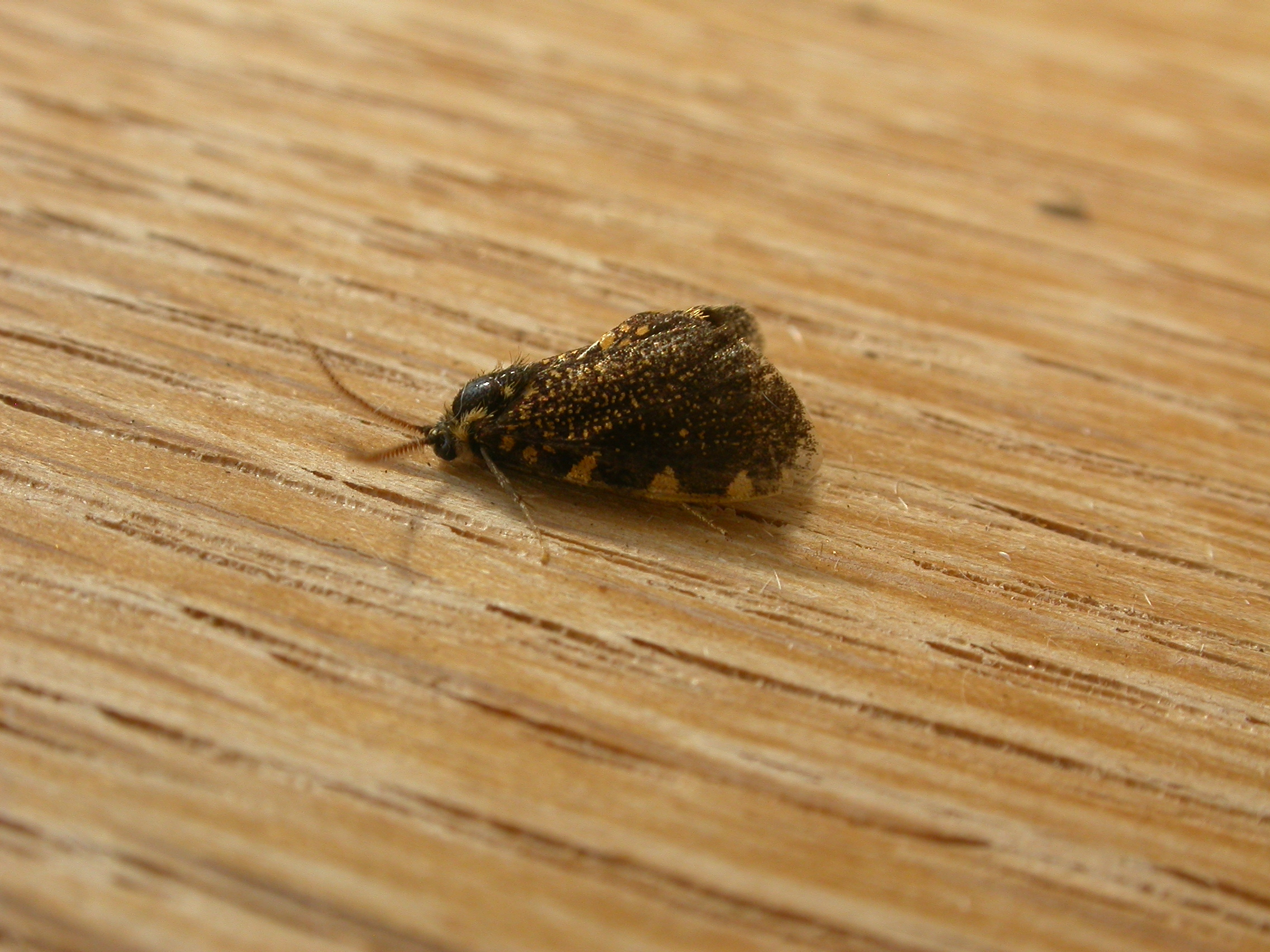
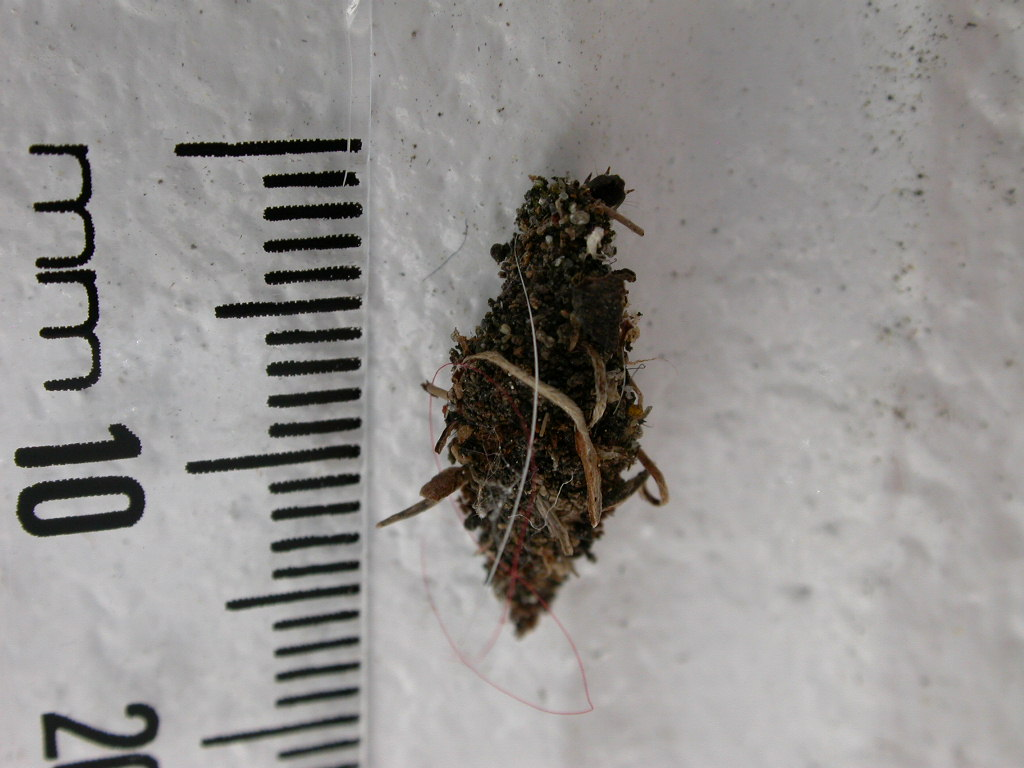